# Гривичи
Гривичи (на босненски: Grivići) е село в централната част на Босна и Херцеговина, част от община Хаджичи в Сараевския кантон. Населението му е около 803 души (2013), почти изцяло бошняци.
Разположено е на 578 метра надморска височина в Динарските планини, непосредствено на запад от Хаджичи и на 16 километра западно от центъра на Сараево.